# デニス・シンプリケヴィッチ
デニス・シンプリケヴィッチ（Denis Simplikevich、1991年3月11日 - ）は、エニセイSTMに所属するラグビーユニオン選手。

## プロフィール
- ロシア・ノヴォクズネツク出身。
- ポジションはフルバック(FB)。
- 身長 193cm、体重 95kg
- ロシア代表キャップは30（2021年9月現在）でラグビーワールドカップ2011・ラグビーワールドカップ2019のロシア代表に選ばれた[1]。
- 7人制ロシア代表に選ばれたことがある。

## 略歴
メタラグを経て、2011年、エニセイSTMに加入。